# Fairview Park, Ohio
Fairview Park là một thành phố thuộc quận Cuyahoga, tiểu bang Ohio, Hoa Kỳ. Năm 2010, dân số của thành phố này là 16826 người.

## Dân số
- Dân số năm 2000: 17572 người.
- Dân số năm 2010: 16826 người.